# Rajon Swerdlowsk
Der Rajon Swerdlowsk (ukrainisch Свердловський район/Swerdlowskyj rajon – ukrainisch offiziell seit dem 12. Mai 2016 Rajon Dowschansk/Довжанський район; russisch Свердловский район/Swerdlowski rajon) ist eine 1938 gegründete Verwaltungseinheit innerhalb der Oblast Luhansk im Osten der Ukraine.
Der Rajon hat eine Fläche von 1132 km² und eine Bevölkerung von etwa 11.000 Einwohnern, der Verwaltungssitz befindet sich in der namensgebenden Stadt Swerdlowsk, diese ist jedoch kein Teil des Rajons.
Er wurde 1938 gegründet und am 8. Dezember 1966 in seinen bis heute festgelegten Grenzen durch die Werchowna Rada bestätigt. Er ist derzeit durch die Volksrepublik Lugansk besetzt und steht somit nicht unter ukrainischer Kontrolle.

## Geographie
Der Rajon liegt im Südosten der Oblast Luhansk im Osten des Donezbeckens, er grenzt im Norden an den Rajon Krasnodon, im Osten und Süden auf einer Länge von 84 Kilometern an Russland (Oblast Rostow, Rajon Krasny Sulin im Osten, Rajon Rodionowo-Neswetaiskaja im Süden), im Westen an den Rajon Antrazyt sowie im Nordwesten auf einem kurzen Stück an den Rajon Lutuhyne.
Die kreisfreie Stadt Swerdlowsk samt deren Teilgemeinden wird vollkommen vom Rajon umschlossen, die Stadt Rowenky wird zur Hälfte vom Westrand des Rajons begrenzt.
Durch den Rajon fließt der Fluss Kundrjutscha (Кундрюча), die Naholna (Нагольна) sowie der Dowschyk (Довжик), dabei ergeben sich Höhenlagen zwischen 100 und 330 Höhenmetern.

## Administrative Gliederung
Auf kommunaler Ebene ist der Rajon in eine Siedlungsratsgemeinde und sechs Landratsgemeinden unterteilt, denen jeweils einzelne Ortschaften untergeordnet sind.
Zum Verwaltungsgebiet gehören:
- eine Siedlung städtischen Typs
- 26 Dörfer
- 3 Ansiedlungen

### Siedlungen städtischen Typs
| Siedlungen städtischen Typs                 | Siedlungen städtischen Typs | Siedlungen städtischen Typs |
| Name                                        | Name                        | Name                        |
| ukrainisch transkribiert                    | ukrainisch                  | russisch                    |
| ------------------------------------------- | --------------------------- | --------------------------- |
| Birjukowe (offiziell seit 2016 Krynytschne) | Бірюкове (Криничне)         | Бирюково (Birjukowo)        |

### Dörfer und Siedlungen
| Dörfer                   | Dörfer             | Dörfer                                   | Dörfer             |
| Name                     | Name               | Name                                     | Gemeindezuordnung  |
| ukrainisch transkribiert | ukrainisch         | russisch                                 | Gemeindezuordnung  |
| ------------------------ | ------------------ | ---------------------------------------- | ------------------ |
| Ananjiwka                | Ананьївка          | Ананьевка (Ananjewka)                    | Oleksandriwka      |
| Astachowe                | Астахове           | Астахово (Astachowo)                     | Darjino-Jermakiwka |
| Antrakop                 | Антракоп           | Антракоп                                 | Matijiwka          |
| Bobrykiwka               | Бобриківка         | Бобриковка (Bobrikowka)                  | Prowallja          |
| Darjino-Jermakiwka       | Дар'їно-Єрмаківка  | Дарьино-Ермаковка (Darjino-Jermakowka)   | Darjino-Jermakiwka |
| Darjiwka                 | Дар'ївка           | Дарьевка (Darjewka)                      | Nowoborowyzi       |
| Kalynnyk                 | Калинник           | Калинник (Kalinnik)                      | Prowallja          |
| Karpowe-Kripenske        | Карпове-Кріпенське | Карпово-Крепенское (Karpowo-Krepenskoje) | Darjino-Jermakiwka |
| Kurjatsche               | Куряче             | Курячье (Kurjatschje)                    | Medweschanka       |
| Ljubyme                  | Любиме             | Любимое (Ljubimoje)                      | Nowoborowyzi       |
| Majak                    | Маяк               | Маяк                                     | Prowallja          |
| Marjiwka                 | Мар'ївка           | Марьевка (Marjewka)                      | Nowoborowyzi       |
| Matijiwka                | Матвіївка          | Матвеевка (Matejewka)                    | Matijiwka          |
| Medweschanka             | Медвежанка         | Медвежанка                               | Medweschanka       |
| Mykolajiwka              | Миколаївка         | Николаевка (Nikolajewka)                 | Medweschanka       |
| Nahirne                  | Нагірне            | Нагорное (Nagornoje)                     | Medweschanka       |
| Nowoborowyzi             | Новоборовиці       | Новоборовицы (Nowoborowizy)              | Nowoborowyzi       |
| Oleksandriwka            | Олександрівка      | Александровка (Alexandrowka)             | Oleksandriwka      |
| Pantschenkowe            | Панченкове         | Панченково (Pantschenkowo)               | Oleksandriwka      |
| Prowallja                | Провалля           | Провалье (Prowalje)                      | Prowallja          |
| Rytykowe                 | Ритикове           | Рытиково (Rytikowo)                      | Matijiwka          |
| Selenopillja             | Зеленопілля        | Зеленополье (Selenopolje)                | Nowoborowyzi       |
| Symiwnyky                | Зимівники          | Зимовники (Simowniki)                    | Prowallja          |
| Tscheremschyne           | Черемшине          | Черемшино (Tscheremschino)               | Prowallja          |
| Utkyne                   | Уткине             | Уткино (Utkino)                          | Matijiwka          |
| Werchnjotuslowe          | Верхньотузлове     | Верхнетузлово (Werchnetuslowo)           | Nowoborowyzi       |
| Siedlungen               |                    |                                          |                    |
| Bratske                  | Братське           | Братское (Bratskoje)                     | Birjukowe          |
| Dowschanske              | Довжанське         | Должанское (Dolschanskoje)               | Birjukowe          |
| Iwaschtschenko           | Іващенко           | Иващенко                                 | Matijiwka          |